# Alpenfahrt
Die Alpenfahrt (auch Rallye Österreich genannt, Englisch Austrian Alpine Rally) war einer der frühesten Automobilwettbewerbe. Veranstaltet vom K. K. österreichischen Automobilklub fand die erste Alpenfahrt 1910 statt. Nur einmal wurde die Rallye zu Rallye-Weltmeisterschafts-Bedingungen (WRC) ausgetragen, nämlich im Rahmen der Rallye-Weltmeisterschaft 1973.

## Geschichte
Die Alpenfahrt ist älter als die viel berühmtere Rallye Monte Carlo. Sie wurde als eine der härtesten Rallyes in Europa bezeichnet, die vor dem Ersten Weltkrieg ausgetragen wurde. Der Automobil-Ingenieur und -Historiker Freiherr von Löw stellt 1924 dazu fest:
„Die Alpenfahrten [...] in den Jahren 1911, 1912, 1913 und 1914 waren die bedeutendsten Wettbewerbe von Tourenwagen, die je veranstaltet worden sind, weil unter strengster Aufsicht Forderungen an die Fahrzeuge gestellt wurden, wie sie in früheren Wettstreiten nicht vorgekommen sind. Es wurden an ungefähr 8 Fahrtagen annähernd zusammen 3000 km zurückgelegt. Der Motor durfte vom Morgen bis zum Abend nicht abgestellt werden, auch nicht bei Bereifungsschäden oder Felgenwechsel. Die Wagen mussten im Freien übernachten und sich morgens innerhalb einer Minute andrehen lassen. Die Strassen waren die steilsten und die Pässe die höchsten, die sich in den östlichen Alpen zusammenstellen liessen: Katschberg, Kreuzberg, Turracher Höhe, Loibelpass, Wurzenpass, Pordoijoch, Rollepass, Broconnepass, Falzaregopass, Mendelpass, Jaufenpass u. a. Oft waren besonders schlechte Wege mit Hunderten von tiefen Querrastem gewählt, die bei den erheblichen Fahrgeschwindigkeiten (es waren an jedem Tage ungefähr 400 km zurückzulegen) ungeheuere Beanspruchungen an Federn und Hinterachsenantrieb erzeugten.“
Alle fünf Rennen von 1910 bis 1914 wurden vom Eisernen Team gewonnen: Heinrich Schönfeldt, Ferdinand Porsche und Eduard Fischer. Nach dem Ersten Weltkrieg konnte die Veranstaltung nicht mehr finanziert werden. 1921 und 1922 gewann ebenfalls wieder Heinrich Schönfeldt. Mit der Teilnahme von verschiedenen europäischen Automobilklubs wurde eine «Internationale Alpenfahrt» von 1928 bis 1936 organisiert. Die Rallye ging durch Österreich, die Schweiz, Frankreich, Italien und Deutschland.
Die erste «Österreichische Alpenfahrt» nach dem Zweiten Weltkrieg wurde im Jahr 1949 ausgetragen und bis 1965 fuhren vor allem Motorräder die Rallye (aus wirtschaftlichen Gründen). 1961, 1962 und 1966 gelang es Werner Salevsky, auf MZ den Alpenpokal in die DDR zu holen, in diesen Jahren nahmen MZ-Maschinen allgemein eine siegreiche Rolle ein. Von 1965 bis 1973 bildeten Autos wieder die Mehrheit in der Eintragsliste.

### Weltmeisterschaftslauf 1973
1973 war die «Österreichische Alpenfahrt» Teil der Rallye-Weltmeisterschaft. Die Route wurde neu angelegt. Der Name Alpenfahrt lässt vermuten, dass die Rallye in den Bergen stattfand. Dem ist nicht so. Die Rallye wurde 26 Kilometer südlich von Wien gefahren bei Baden (Niederösterreich).
Die Rallye umfasste 31 Wertungsprüfungen mit einer gefahrenen Distanz von 324,5 Kilometer. Die Wertungsprüfungen 2 und 22 wurden gestrichen. Achim Warmbold gewann mit einem BMW 2002Tii vor Bernard Darniche (Renault Alpine A110 1800) und Per Eklund (Saab 96 V4).

### Classic Rallye
Seit 2002 wurde die Rallye als «Internationale österreichische Alpenfahrt» für historische Fahrzeuge gestartet. Start und Ziel ist jeweils Bad Kleinkirchheim in Kärnten.

## Gesamtsieger
| Jahr  | Rallye                              | Fahrer           | Beifahrer        | Auto                     |
| ----- | ----------------------------------- | ---------------- | ---------------- | ------------------------ |
| 19641 | 35. Int. Österreichische Alpenfahrt | Paddy Hopkirk    | Henry Liddon     | Austin-Healey 3000       |
| 19651 | 36. Int. Österreichische Alpenfahrt | Arnulf Pilhatsch | Peter Lederer    | BMW 1800                 |
| 19661 | 37. Int. Österreichische Alpenfahrt | Paddy Hopkirk    | Ron Crellin      | BMC Mini Cooper S        |
| 19671 | 38. Int. Österreichische Alpenfahrt | Sobiesław Zasada | Jerzy Dobrzański | Porsche 911 S 2.0        |
| 19681 | 39. Int. Österreichische Alpenfahrt | Bengt Söderström | Gunnar Palm      | Ford Escort Twin Cam     |
| 19691 | 40. Int. Österreichische Alpenfahrt | Hannu Mikkola    | Mike Wood        | Ford Escort Twin Cam     |
| 19701 | 41. Int. Österreichische Alpenfahrt | Björn Waldegård  | Lars Nyström     | Porsche 911 S            |
| 19711 | 42. Int. Österreichische Alpenfahrt | Ove Andersson    | Arne Hertz       | Alpine-Renault A110 1600 |
| 19721 | 43. Int. Österreichische Alpenfahrt | Håkan Lindberg   | Helmut Eisendle  | Fiat 124 Spider          |
| 1973  | 44. Int. Österreichische Alpenfahrt | Achim Warmbold   | Jean Todt        | BMW 2002 tii             |

1 kein WM-Status